# Rivellia albitarsis
Rivellia albitarsis är en tvåvingeart som först beskrevs av Macquart 1843.  Rivellia albitarsis ingår i släktet Rivellia och familjen bredmunsflugor. Inga underarter finns listade i Catalogue of Life.